# ブフテルン

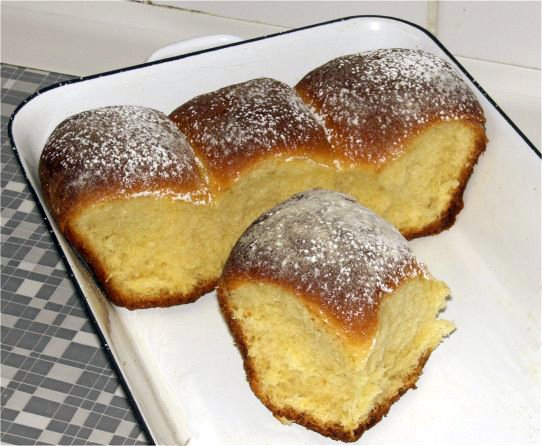
ブフテルン

ブフテル(ン)（ドイツ語（オーストリア）die Buchtel(n)）はオーストリアの菓子で、パン生地に沢山のジャム・ポヴィドル・クリームチーズを練り込んで焼き上げたもの。バニラソースなどをかけて食べる。様々な形があるが、凹凸上に焼き上げられ、それを小さくパーツに分けて食べるようである。
チェコ料理のブフタ（チェコ語: buchta）に由来するが、ブフタは大きなカテゴリーともなり、主流は果物ケーキのようなもので、大分違うようである。

## 参考資料
- ハプスブルクの味～『幸福のお取り寄せ』（秋元麻巳子 文・絵 / 講談社 / ISBN 4-06-212374-6 / 2004年3月）